# Korcevea, Ripkî
Korcevea (în ucraineană Корчев'я) este un sat în așezarea urbană Radul din raionul Ripkî, regiunea Cernihiv, Ucraina.

## Demografie
Componența lingvistică a localității Korcevea
     Ucraineană (90,41%)
     Rusă (9,59%)
Conform recensământului din 2001, majoritatea populației localității Korcevea era vorbitoare de ucraineană (90,41%), existând în minoritate și vorbitori de rusă (9,59%).